# Епархия Миао
Епархия Миао (лат. Dioecesis Miaoensis) — епархия Римско-Католической церкви c центром в городе Миао, Индия. Епархия Миао входит в митрополию Гувахати. Кафедральным собором епархии Миао является церковь Святого Креста.

## История
7 декабря 2005 года Римский папа Бенедикт XVI выпустил буллу Pastorale munus, которой учредил епархию Миао, выделив её из епархии Дибругарха.

## Ординарии епархии
- епископ Георгий Паллирампил (7.12.2005 — по настоящее время).